# Badeschiff (Berlin)

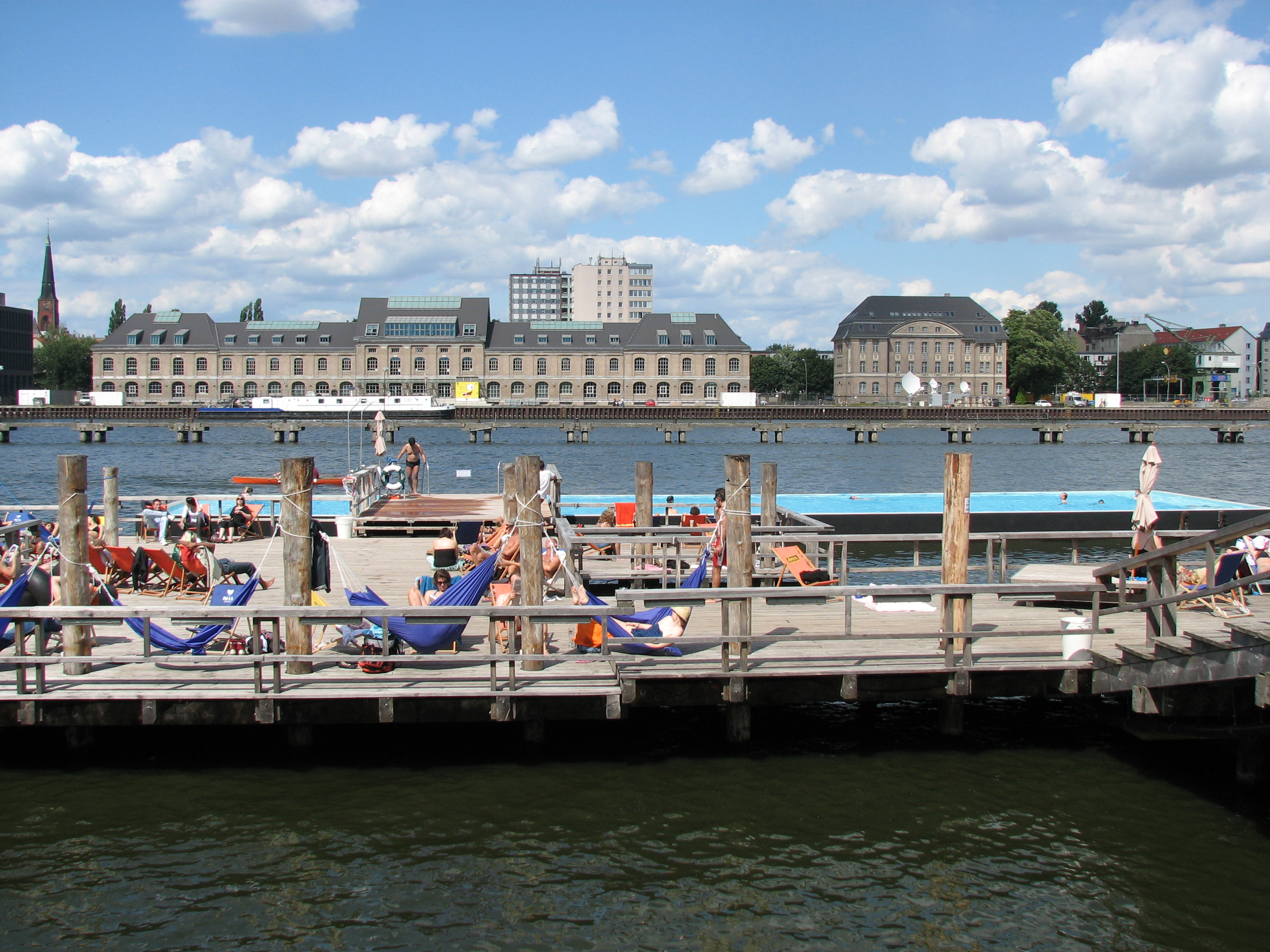
Blick vom Arena-Strand auf das Badeschiff

Das Badeschiff im Berliner Ortsteil Alt-Treptow ist ein in der Spree gelegenes, mit Süßwasser befülltes Schwimmbad in der Tradition der Flussschwimmbäder der Wende zum 20. Jahrhundert.

## Konstruktion

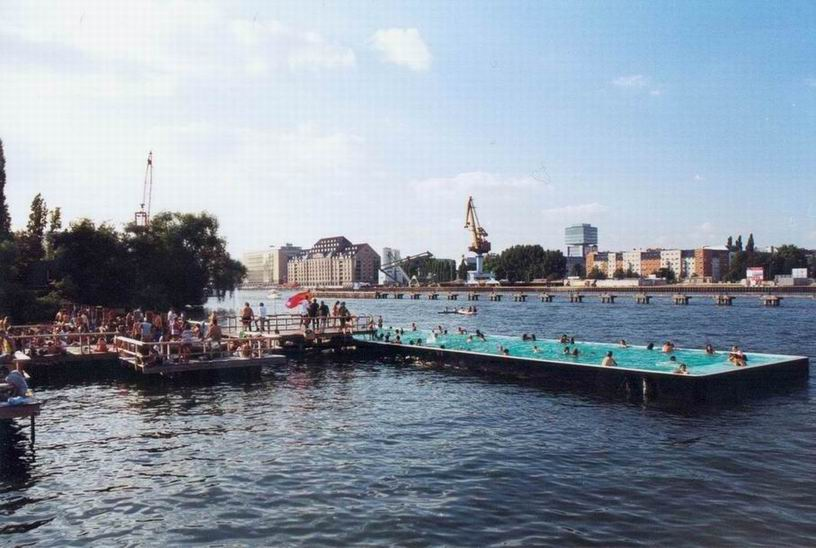
Das Badeschiff in Berlin, im Hintergrund der Osthafen mit dem Osthafenspeicher und dem Eierkühlhaus (ganz links)

Das von Susanne Lorenz und der spanischen Gruppe AMP Arquitectos mit Gil Wilk 2002 im Rahmen eines Wettbewerbes der Stadtkunstprojekte e. V. entworfene Bad mit dem ursprünglichen Titel Spreebrücke besteht aus einem umgebauten Schubleichter, dem Mittelteil eines in der Flussschifffahrt zu Frachtzwecken genutzten Schubverbandes. Der Leichter wurde mit der für den Betrieb eines Schwimmbades erforderlichen Technik zur Umwälzung, Beheizung und Wasserreinigung ausgestattet und im Innenraum abgedichtet und mit türkisfarbener Schwimmbadfolie ausgekleidet. In der Spree schwimmend ist er hinter der Arena Berlin fest verankert und über eine ausgedehnte Steganlage, die sogenannte Spreebrücke, erreichbar. Neben einer Stegverbindung bietet diese auch Liegeplätze auf Holzplattformen. Eröffnet wurde das Badeschiff im Mai 2004.  Betrieben wird es durch die Arena Berlin.

## Daten
Das Badeschiff hat eine Länge von 32,50 m und eine Breite von 8,20 m, es enthält 295 m³ Wasser mit einer Temperatur von rund 24 °C.

## Winterbadeschiff

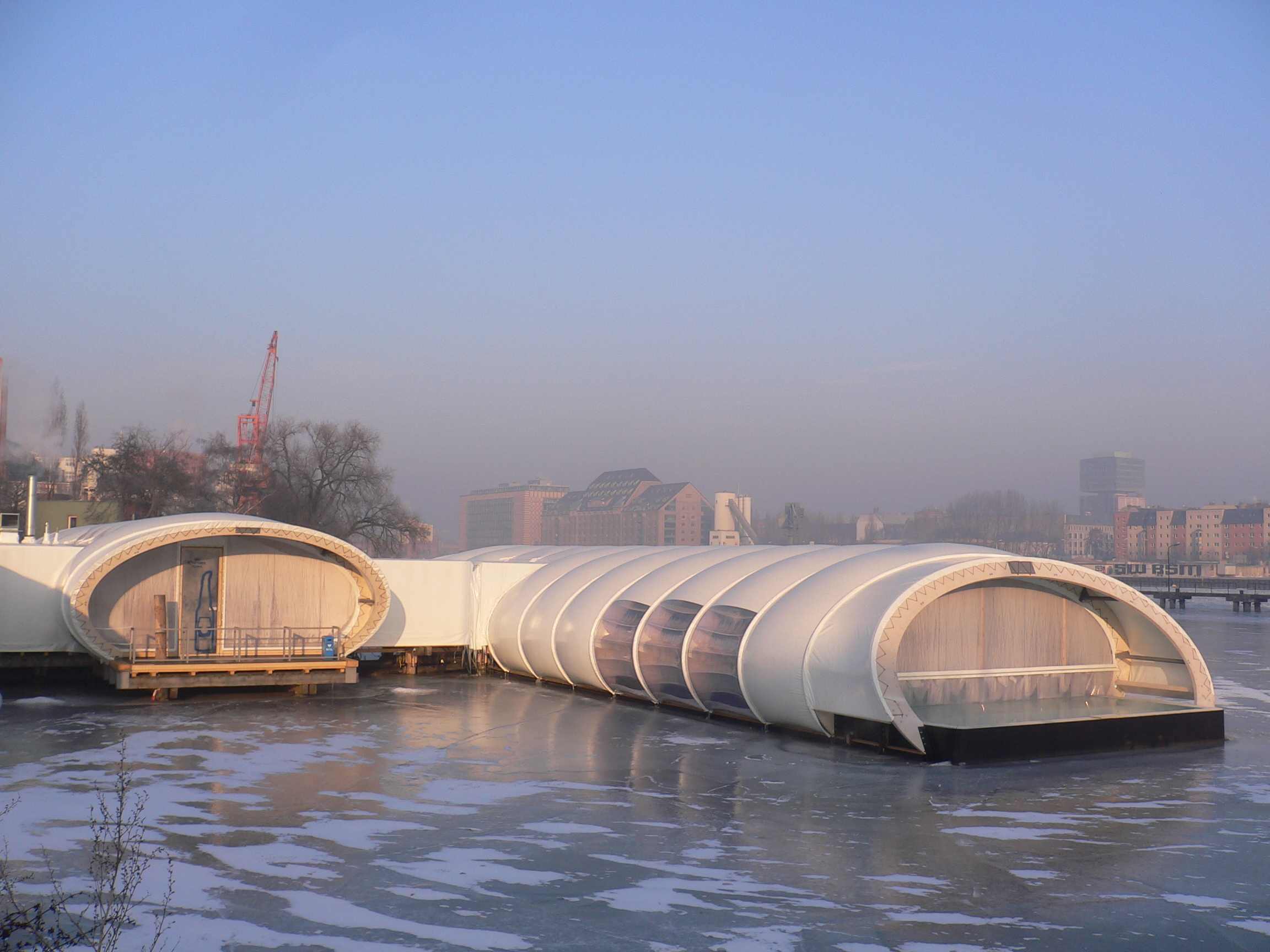
Badeschiff zur Sauna umfunktioniert im Eis der Spree

Für eine Nutzung im Winter bauten die Betreiber die Anlage im Herbst 2005 erstmals zum Winterbadeschiff um. Nach den Plänen von Gil Wilk Architekten mit Thomas Freiwald wurden das Becken und die Steganlage des Badeschiffs mit Kiefernholzbögen versehen, die mit einer doppelwandigen PVC-Membran überspannt wurden. Innerhalb der Abdeckungen befindet sich ein Saunabereich mit zwei Saunen, Schwimmbecken, Bar und Ruhebereichen. Im Frühjahr wurde die Überspannung wieder abgebaut und das Badeschiff wieder als Freibadanlage genutzt. Der Umbau zum Winterbadeschiff erhielt 2007 den BDA-Architekturpreis „Nike“ in der Kategorie „Preis und Leistung“. Allerdings wird dieser Umbau aktuell nicht mehr benutzt.